# Zvláštní svět
Zvláštní svět je třinácté studiové album brněnské skupiny Kamelot. Vydáno bylo ve společnosti Brothers Records v roce 2004, mastering provedl Petr Vavřík. Album je inspirováno několikaměsíční cestou Romana Horkého do Kanady, kde čerpal inspiraci v přítomnosti později tragicky zemřelého trampa Luboše Lampy Dvořáka, se kterým kapela natočila v 90. letech desku Vyhaslý oheň.

## Obsazení
Složení skupiny
- Roman Horký – sólovy zpěv, sólová kytara, slide, slide, mandolína
- Viktor Porkristl – doprovodná kytara, zpěv (sólový 10, 12)
- Pavel Plch – conga, pekuse, zpěv
- Jiří Meisner – baskytara, zpěv
- Libor Mikoška – kytara (Island), jako host
- Štěpán Smetáček – drums, jako host
- Jarda Zoufalý – zpěv (sólový 11), tleskání, pískání, jako host
- Mr. Pluháček – Memphis banjo, jako host

## Skladby
Autorem všech textů a hudby je Roman Horký.
1. „Island“
2. „Podkovaní“
3. „Kanada“
4. „Plavou…“
5. „Korálky z jitřní rosy“
6. „Hic Sunt Leones“
7. „Nejhezčí podzim“
8. „Zvláštní svět“
9. „Dopis na rozloučenou“
10. „Svatá hora“
11. „Dvě kůrky“
12. „U řeky Frazer“
13. „Tulák“

## Reedice
V roce 2006 vyšla ještě rozšířená verze alba s dvěma bonusovými písněmi „Osud“ a „Honolulu“.